# (5855) Yukitsuna
(5855) Yukitsuna es un asteroide perteneciente al cinturón de asteroides, región del sistema solar que se encuentra entre las órbitas de Marte y Júpiter, más concretamente a la familia de María, descubierto el 26 de octubre de 1992 por Akira Natori y el también astrónomo Takeshi Urata desde la Estación Yakiimo, Shimizu-ku, Japón.

## Designación y nombre
Designado provisionalmente como 1992 UO2. Fue nombrado Yukitsuna en homenaje a Minamoto-no Yukitsuna, comandante militar japonés de finales de la era Heian. Cuando Yoshinaka invadió Kioto en 1183, Yukitsuna también luchó contra Heike, y en 1185 obstruyó la partida de Yoshitsune de la ciudad.

## Características orbitales
Yukitsuna está situado a una distancia media del Sol de 2,552 ua, pudiendo alejarse hasta 2,948 ua y acercarse hasta 2,156 ua. Su excentricidad es 0,155 y la inclinación orbital 15,50 grados. Emplea 1489,19 días en completar una órbita alrededor del Sol.

## Características físicas
La magnitud absoluta de Yukitsuna es 12,1. Tiene 11,1 km de diámetro y su albedo se estima en 0,273. 